# Max Elb

Historisches Markenzeichen Caramba von Max Elb

Max Elb (* 29. Oktober 1851 in Dresden; † 5. April 1925 ebenda; vollständiger Name: Paul Maximilian Elb) war ein deutscher Unternehmer und erster Ehrenvorsitzender der jüdischen Gemeinde Dresdens. Er wurde mit dem Ehrentitel eines königlich sächsischen Kommerzienrats ausgezeichnet.

## Leben
Geboren als Sohn einer alteingesessenen Familie studierte er bis 1872 an der Technischen Hochschule Dresden und der Technischen Hochschule München und erhielt 1876 den Gewerbeschein für ein kaufmännisches Kommissionsgeschäft in Blasewitz, das Essigessenz unter der Marke E E E (für Elbs Essig Essenz) und andere Essenzen vertrieb. Dem Vertrieb folgte bald die Produktion, zunächst in der Wilsdruffer Vorstadt (Trompeterstraße 9), ab 1888 auch Klebstoffe, Senf und wiederum Essenzen in einem neuen Gebäude auf dem Grundstück Lüttichaustraße 23.
1883 wurde er – neben der Leitung seines eigenen Unternehmens – Leiter des Ein- und Verkaufs einer chemischen Fabrik in Niederau, gründete eine russische chemische Fabrik und 1892 die Deutsche Glühstoff-Gesellschaft mbH Sein eigenes Unternehmen wurde 1903 zur Max Elb GmbH umgewandelt (mit Sitz in Dresden-Löbtau, Tharandter Straße 40) und im gleichen Jahr der Rostlöser Caramba kreiert, der noch heute hergestellt wird. Schließlich wurde noch zu seinen Lebzeiten 1923 das Unternehmen in eine Aktiengesellschaft umgewandelt, die eines der größten chemischen Unternehmen in Deutschland war.
Am 28. Mai 1877 wurde er stimmberechtigtes Mitglied der Israelitischen Religionsgemeinde in Dresden, wo er vor allem Emil Lehmann mit seinen liberalen Ideen unterstützte. Von 1895 bis 1902 wirkte er als Gemeindeverordneter, von 1902 bis 1923 als einer der drei Gemeindevorsteher. Er engagierte sich in verschiedenen sozialen Einrichtungen, so in der von Max Arnhold gegründeten Sozialen Stiftung. 1919 gehörte er zu den Gründungsmitgliedern der Deutschen Demokratischen Partei (DDP). Nach seinem Ausscheiden als Gemeindevorsteher wurde er von der Gemeinde zum ersten Ehrenvorsitzenden der Jüdischen Gemeinde in Dresden gewählt.
Verheiratet war er mit Charlotte geb. Herz, die sich ebenfalls in der Gemeinde engagierte und mit der er vier Kinder (drei Töchter und einen Sohn) hatte, zur Familie gehörten später elf Enkel und sechs Urenkel.
An seiner Beisetzung 1925 nahmen neben den Familienangehörigen und den Gemeindemitgliedern zahlreiche Vertreter der Stadt, der Dresdner Börse und vieler Industrieunternehmen teil.
1942 wurde die Max Elb AG zugunsten der Rütgerswerke AG (Berlin) „arisiert“; der damalige Inhaber, sein Sohn Richard, wurde in das Ghetto Riga deportiert und kurz nach Ankunft dort erschossen. Der in der Sowjetischen Besatzungszone liegende Teil der Rütgerswerke AG wiederum wurde nach Ende des Zweiten Weltkriegs enteignet.

## MarkeCaramba
Die Marke Caramba wurde 1903 in Dresden durch Max Elb angemeldet, wobei er noch kein bestimmtes Produkt vor Augen hatte. Erst im Laufe der Zeit konzentrierte sich die Idee auf ein chemisches Produkt. 1922 beteiligte sich die Rütgerswerke AG an der Max Elb GmbH. 1923 erfolgte die Gründung der Max Elb AG, auf die auch die Caramba-Markenrechte übertragen wurde. 1929 wurden die Markenrechte wiederum auf die Deutsche Glühstoff-GmbH als Tochtergesellschaft der Max Elb AG übertragen, die nunmehr ein Multiöl (als Kombination von Rostlöser und Kriechöl) unter der Marke Caramba auf den Markt brachte.
1948 beschloss die Rütgerswerke AG, die Produktion des Caramba-Multiöls in eigener Regie in Duisburg durchzuführen: Das von der Max Elb AG entwickelte Produkt ist unter verschiedenen Namen noch heute, nunmehr vor allem in Druckgasdosen vertrieben, auf dem Markt.